# FC Košice (2018)
FC Košice – słowacki klub piłkarski, mający siedzibę w mieście Koszyce, na wschodzie kraju, grający od sezonu 2023/24 w rozgrywkach Niké liga.

## Historia
Chronologia nazw:
- 1921: ŠK [Športový klub] Vyšné Opátske
- 1948: TJ [Telovýchovná jednota] Sokol Vyšné Opátske
- 2006: TJ FK Turkon Vyšné Opátske
- 2014: TJ FK Vyšné Opátske
- 2017: FK Košice – jako nowy klub
- 2018: FC Košice – po fuzji z FK Košice-Barca

Klub piłkarski FC Košice został założony w Koszycach 27 kwietnia 2018 roku, chociaż jego historia sięga poprzednika ŠK Vyšné Opátske, który powstał w 1921 roku i grał przeważnie w niższych ligach. Najlepszy okres to lata 2009–2011 oraz 2014–2018, kiedy rywalizował w grupie wschodniej 3. ligi. Kiedy latem 2017 roku z powodów finansowych został rozwiązany główny klub z Koszyc FC VSS Košice, na bazie trzecioligowego klubu TJ FK Vyšné Opátske z dzielnicy Vyšné Opátske miasta Koszyce utworzono nowy klub FK Košice, który w sezonie 2017/18 zajął trzecie miejsce w grupie wschodniej 3. ligi.
Po tym jak wiosną 2018 roku odbyła się fuzja FK Košice z FK Košice-Barca został zarejestrowany nowy klub o nazwie 'FC Košice. Zespół kontynuował grę w grupie wschodniej 3. ligi (D3). W debiutowym sezonie 2018/19 zespół wygrał grupę i awansował do 2. ligi. Na drugim poziomie potem grał jeszcze cztery lata.
W sezonie 2022/23 zespół zwyciężył w drugiej lidze i wywalczył historyczny awans do 1. ligi.

## Barwy klubowe, strój, herb, hymn
|  |  |

Klub ma barwy niebiesko-żółte. Zawodnicy domowe spotkania zazwyczaj grają w żółtych koszulkach z pionowymi niebieskimi pasami, żółtych spodenkach oraz żółtych getrach.

## Sukcesy

### Trofea międzynarodowe
Nie uczestniczył w rozgrywkach europejskich (stan na 26-06-2025).

### Trofea krajowe
| \| \| Zdobyte trofea w rozgrywkach Słowacji (stan na: 26-06-2025) \| |                                                             |      |                  |
| Rozgrywki                                                            | Osiągnięcie                                                 | Razy | Sezon(y)         |
| Mistrzostwo                                                          | I miejsce                                                   | 0    |                  |
| Mistrzostwo                                                          | II miejsce                                                  | 0    |                  |
| Mistrzostwo                                                          | III miejsce                                                 | 0    |                  |
| Mistrzostwo                                                          | ?.miejsce                                                   | 1    | 2023/24, 2024/25 |
| Puchar                                                               | zdobywca                                                    | 0    |                  |
| Puchar                                                               | finalista                                                   | 0    |                  |
| Puchar                                                               | półfinalista                                                | 1    | 2020/21          |
| II liga                                                              | I miejsce                                                   | 1    | 2022/23          |
| II liga                                                              | II miejsce                                                  | 0    |                  |
| II liga                                                              | III miejsce                                                 | 0    |                  |
| Słowacja                                                             | Zdobyte trofea w rozgrywkach Słowacji (stan na: 26-06-2025) |      |                  |

- 3. liga (D3):
  - mistrz (1x): 2018/19 (gr. Východ)

## Poszczególne sezony

### Rozgrywki międzynarodowe

#### Europejskie puchary
| Sezon     | Rozgrywki        | Runda | Przeciwnik    | Dom | Wyjazd | Ogólnie |
| --------- | ---------------- | ----- | ------------- | --- | ------ | ------- |
| 2025/2026 | Liga Konferencji | 2Q    | Nioman Grodno | 2–3 | 1–1    | 3–4     |

### Rozgrywki krajowe
| \| Słowacja \| Bilans występów klubu w rozgrywkach piłkarskich Słowacji (Stan na 26 czerwca 2025 r.) \| \| |                                                                                       |        |       |   |   |   |    |    |     |            |        |        |      |
| Poziom | Rozgrywki                                                                             | Sezony | Mecze | Z | R | P | B+ | B– | Pkt | Lata       | Awanse | Spadki | Naj. |
| I | 1. liga                                                                               | 2      |       |   |   |   |    |    |     | od 2023    | 0      | 0      | ?    |
| II | 2. liga                                                                               | 4      |       |   |   |   |    |    |     | 2019–2023  | 1      | 0      | 1    |
| III | 3. liga                                                                               | 1      |       |   |   |   |    |    |     | 2018/19    | 1      | 0      | 1    |
| | Puchar Słowacji                                                                       | 6      |       |   |   |   |    |    |     | od 2018/19 | 0      | 0      | 1/2  |
| Słowacja                                                                                                   | Bilans występów klubu w rozgrywkach piłkarskich Słowacji (Stan na 26 czerwca 2025 r.) |        |       |   |   |   |    |    |     |            |        |        |      |

## Piłkarze, trenerzy, prezydenci i właściciele klubu

### Piłkarze

#### Aktualny skład zespołu
Stan na26 czerwca 2025
| Nr | Poz. | Piłkarz          |
| -- | ---- | ---------------- |
| 1  | BR   | Dávid Šípoš      |
| 5  | OB   | Jakub Jakubko    |
| 6  | PO   | Szilárd Bokros   |
| 7  | NA   | Giannis Niarchos |
| 8  | PO   | Dávid Gallovič   |
| 9  | NA   | Roman Čerepkai   |
| 10 | NA   | Zyen Jones       |
| 11 | NA   | Luís dos Santos  |
| 13 | PO   | Matej Jakubek    |
| 15 | PO   | Miroslav Sovič   |
| 17 | PO   | Dalibor Takáč    |

| Nr  | Poz. | Piłkarz                  |
| --- | ---- | ------------------------ |
| 19  | OB   | Lukáš Fabiš              |
| 20  | OB   | Ján Krivák (kapitan)     |
| 21  | OB   | Daniel Magda             |
| 22  | BR   | Matúš Kira               |
| 23  | PO   | Michal Faško             |
| 24  | OB   | Dominik Kruzliak         |
| 25  | PO   | Marek Zsigmund           |
| 27  | NA   | Karlo Miljanić           |
| 55  | NA   | Michal Domik             |
| 77  | NA   | Galymzhan Kenzhebek      |
| 78  | OB   | Kevin Kouassivi-Benissan |
| 90  | OB   | Nassim Innocenti         |
| TBA | NA   | Timotej Vavrík           |

### Trenerzy
...
- 07.2015-06.2017:  Karol Kisel
- 07.2017–06.2019:  Miroslav Sovič
- 06.2019–08.2019:  Gejza Farkaš
- 08.2019–10.2020:  Marek Fabuľa
- 10.2020–03.2021:  Peter Šinglár (p.o.)
- 12.2020-03.2021:  Branislav Benko
- 03.2021–05.2022:  Jozef Vukušič
- 07.2022-10.2023:  Anton Šoltis
- 10.2023-10.2023:  Miroslav Sovič
- 10.2023-05-2024:  Jan Kozak
- 05.2024-09-2024:  Gergely Geri
- od 09.2024:  Roman Skuhravý

## Struktura klubu

### Stadion
Klub piłkarski rozgrywa swoje mecze domowe na stadionie Košická futbalová aréna w Koszycach, który może pomieścić 5.836 widzów.

### Derby
- FC Lokomotíva Košice